# Delamineren

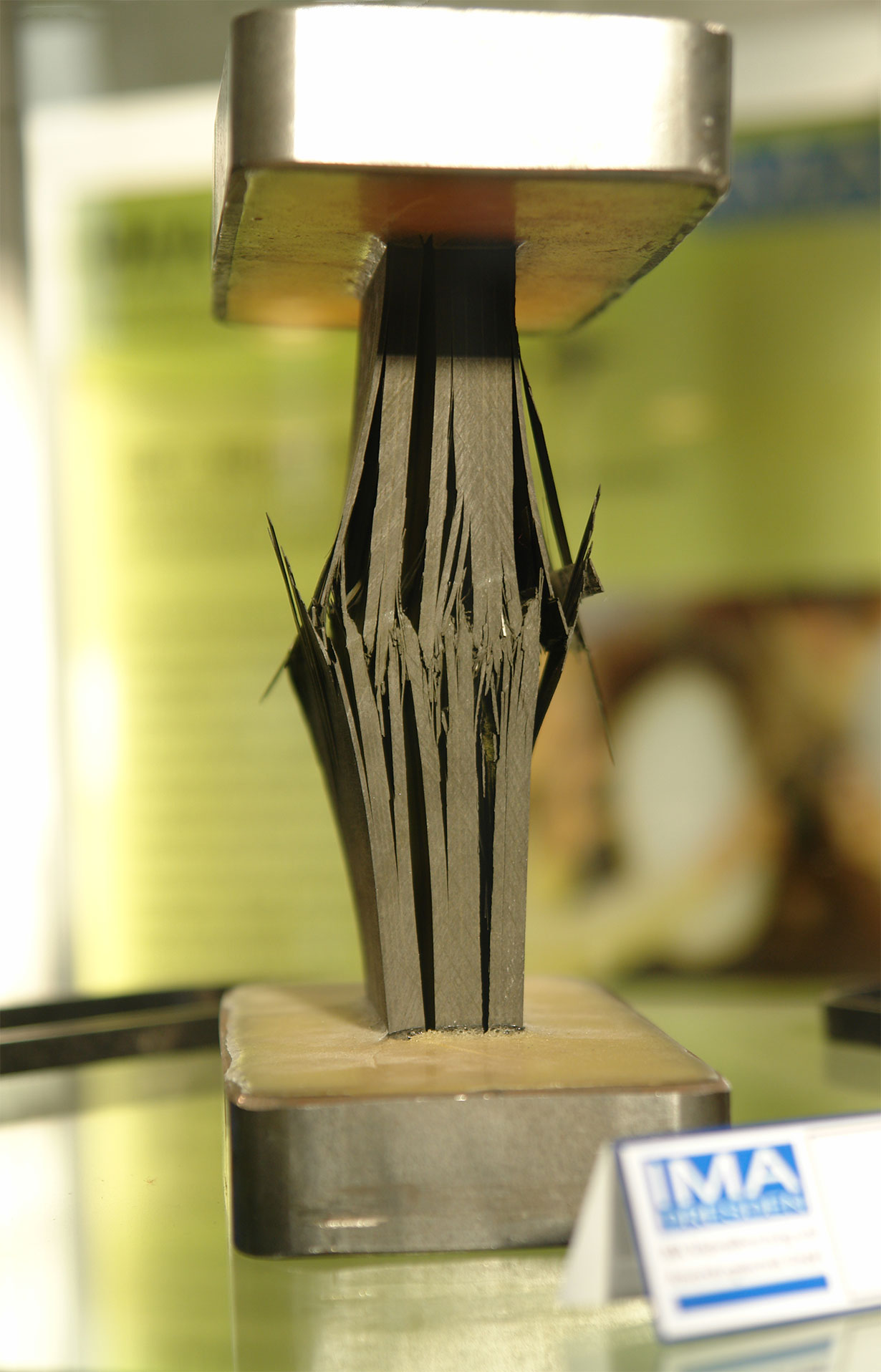
Delaminering van een met koolstofvezel versterkte kunststof onder samendrukking

Delamineren is het onderling loslaten van delen van een laminaat onder belasting. Omdat het laminaat zijn eigenschappen, en dan met name de trek- en buigsterkte, ontleent aan de structuur, is delaminatie een ernstige bedreiging voor de structurele integriteit. Met name in de luchtvaart, waar veel laminaten worden ingezet, is dit een belangrijke factor bij de selectie van het materiaal.